# Уряд Барбадосу
Уряд Барбадосу — вищий орган виконавчої влади Барбадосу.

## Голова уряду
- Прем'єр-міністр — Фріндел Стюарт (англ. Freundel Stuart).
- Віце-прем'єр-міністр — Ричард Сілі (англ. Richard Sealy).

## Кабінет міністрів
Склад чинного уряду подано станом на 28 квітня 2015 року.
| Логотип | Міністерство                                                                              | Міністр                                                   | Фото | Час на посаді | Час на посаді | Партія | Партія | Вебсайт |
| ------- | ----------------------------------------------------------------------------------------- | --------------------------------------------------------- | ---- | ------------- | ------------- | ------ | ------ | ------- |
|         | Міністерство внутрішніх справ                                                             | Адріель Братвейт (Adriel Brathwaite)                      |      |               |               |        |        |         |
|         | Міністерство державної служби                                                             | Фреундель Стюарт (Freundel Stuart)                        |      |               |               |        |        |         |
|         | Міністерство екології та іригації                                                         | Деніс Лоу (Denis Lowe)                                    |      |               |               |        |        |         |
|         | Міністерство житлово-комунального господарства, земельних ресурсів та сільського розвитку | Деніс Келлман (Denis Kellman)                             |      |               |               |        |        |         |
|         | Міністерство закордонних справ і торгівлі                                                 | Максін Памела Омета Макклін (Maxine Pamela Ometa Mcclean) |      |               |               |        |        |         |
|         | Міністерство культури, спорту і молоді                                                    | Стівен Лешлі (Stephen Lashley)                            |      |               |               |        |        |         |
|         | Міністерство міського розвитку                                                            | Фреундель Стюарт (Freundel Stuart)                        |      |               |               |        |        |         |
|         | Міністерство національної безпеки                                                         | Фреундель Стюарт (Freundel Stuart)                        |      |               |               |        |        |         |
|         | Міністерство освіти, науки, технології та інновацій                                       | Рональд Джонс (Ronald Jones)                              |      |               |               |        |        |         |
|         | Міністерство охорони здоров'я                                                             | Джон Бойс (John Boyce)                                    |      |               |               |        |        |         |
|         | Міністерство праці, соціальної безпеки та розвитку людських ресурсів                      | Естер Баєр-Сукку (Esther Byer-Suckoo)                     |      |               |               |        |        |         |
|         | Міністерство промисловості, комерції та розвитку малого підприємництва                    | Донвіль Інніс (Donville Inniss)                           |      |               |               |        |        |         |
|         | Міністерство соціального захисту, виборності та розвитку громад                           | Стівен Блекетт (Steven Blackett)                          |      |               |               |        |        |         |
|         | Міністерство сільського господарства, продовольства, риболовлі та водних ресурсів         | Девід Іствік (David Estwick)                              |      |               |               |        |        |         |
|         | Міністерство транспорту                                                                   | Майкл Лешлі (Michael Lashley)                             |      |               |               |        |        |         |
|         | Міністерство туризму та міжнародного транспорту                                           | Річард Сілі (Richard Sealy)                               |      |               |               |        |        |         |
|         | Міністерство фінансів і економіки                                                         | Крістофер Сінклер (Christopher Sinckler)                  |      |               |               |        |        |         |
|         | Секретар прем'єр-міністра                                                                 | Дарсі Бойс (Darcy Boyce)                                  |      |               |               |        |        |         |
|         | Державний міністр                                                                         | Патрік Тодд (Patrick Todd)                                |      |               |               |        |        |         |